# Bunonema reticulatum
Bunonema reticulatum är en rundmaskart. Bunonema reticulatum ingår i släktet Bunonema och familjen Bunonematidae. Arten är reproducerande i Sverige. Inga underarter finns listade i Catalogue of Life.